# Iké Ugbo
Iké Dominique Ugbo (ur. 21 września 1998 w Londynie) – kanadyjski piłkarz pochodzenia nigeryjskiego z obywatelstwem brytyjskim grający na pozycji napastnika. Od 2024 jest zawodnikiem klubu Sheffield Wednesday.

## Kariera klubowa
Swoją karierę piłkarską Ugbo rozpoczął w 2007 roku w juniorach Chelsea. W 2017 roku został wypożyczony do Barnsley, grającego w EFL Championship. Zadebiutował w nim 5 sierpnia 2017 w przegranym 1:3 wyjazdowym meczu z Bristol City. W Barnsley spędził pół sezonu.
W styczniu 2018 Ugbo został wypożyczony na rok do Milton Keynes Dons grającego w EFL League One. Swój debiut w nim zaliczył 21 lutego 2018 w zremisowanym 0:0 wyjazdowym meczu z Rochdale. W Milton Keynes Dons grał przez pół roku.
Sezon 2018/2019 Ugbo spędził na wypożyczeniu w Scunthorpe United w League One. Zadebiutował w nim 1 września 2018 w zremisowanym 1:1 wyjazdowym meczu z Accrington Stanley.
W 2019 roku Ugbo ponownie trafił na wypożyczenie, tym razem do drugoligowego holenderskiego klubu Roda JC Kerkrade. W barwach Rody swój debiut zaliczył 16 sierpnia 2019 w przegranym 0:4 wyjazdowym meczu z FC Volendam. W Rodzie grał przez rok.
W sezonie 2019/2020 Ugbo grał w Cercle Brugge, w którym przebywał na wypożyczeniu. W barwach Cercle zadebiutował 22 sierpnia 2020 w zwycięskim 3:2 wyjazdowym meczu z KV Mechelen i w debiucie zdobył gola. Z 16 golami był najlepszym strzelcem Cercle Brugge w sezonie.
W sierpniu 2021 Ugbo przeszedł za 3,5 miliona euro do KRC Genk. W Genku swój debiut zanotował 22 września 2021 w przegranym 2:4 wyjazdowym meczu z Royalem Antwerp FC.
W styczniu 2022 Ugbo został wypożyczony do Troyes AC, w którym zadebiutował 13 lutego 2022 w przegranym 1:5 wyjazdowym spotkaniu ze Stade Brestois 29.
| Sezon   | Klub               | Kraj     | Rozgrywki       | Mecze | Gole |
| ------- | ------------------ | -------- | --------------- | ----- | ---- |
| 2017/18 | Barnsley           | Anglia   | Championship    | 16    | 1    |
| 2017/18 | Milton Keynes Dons | Anglia   | League One      | 15    | 2    |
| 2018/19 | Scunthorpe United  | Anglia   | League One      | 15    | 1    |
| 2019/20 | Roda JC Kerkrade   | Holandia | Eerste divisie  | 28    | 13   |
| 2020/21 | Cercle Brugge      | Belgia   | Eerste klasse A | 32    | 16   |
| 2021/22 | KRC Genk           | Belgia   | Eerste klasse A | 18    | 3    |

## Kariera reprezentacyjna
Ugbo grał w młodzieżowych reprezentacjach Anglii na szczeblach U-17 i U-20. W 2015 roku wystąpił z kadrą U-17 na Mistrzostwach Europy U-17. 12 listopada 2021 zadebiutował w reprezentacji Kanady w wygranym 1:0 meczu eliminacji do MŚ 2022 z Kostaryką, rozegranym w Edmonton.